# Jenny Maria Meyer
Jenny Maria Meyer (* 1985 in Merzig) ist eine deutsche Schauspielerin und Synchronsprecherin.

## Leben
Im Jahr 2006 besuchte Meyer die Schule für Schauspiel Hamburg. Drei Jahre später machte sie ihren Abschluss. Bekannt ist sie durch die Synchronisationen des Crumbs Sugar Cookie aus der Serie Lalaloopsy und Gabi aus der Serie Doki. Sie lieh auch Julia Wiles aus der Serie Willkommen im Wayne ihre Stimme. In Der Kroatien-Krimi: Jagd auf einen Toten der ARD spielte sie die jüngere Schwester der Kommissarin. Aktuell wohnt sie in Hamburg.
Seit 2016 spricht Meyer in der Europa Hörspielserie Die Punkies die Rolle der Leonie Steiner.

## Filmografie (Auswahl)
- 2021: Der Kroatien-Krimi: Jagd auf einen Toten (Fernsehreihe)
- 2023: Der Kroatien-Krimi: Der Todesritt (Fernsehreihe)

## Synchronisation
- 2013–2019: Doki – Sarah Sheppard … als Gabi
- 2013: Lalaloopsy – Calista Schmidt … als Crumbs Sugar Cookie
- 2016: Willkommen bei den Louds – Georgie Kidder … als Polly Pain
- 2016: Mako – Einfach Meerjungfrau – Linda Ngo … als Weilan
- 2017–2019: Willkommen im Wayne – Nikki M. James … als Julia Wiles
- 2017–2019: Santa Clarita Diet – Liv Hewson … als Abby Hammond
- 2018: Ghost Rockers I
- 2019: Ghost Rockers II
- 2020–2021: Ninjago – Sabrina Pitre … als Prinzessin/Königin Vania
- 2023: Ninjago: Aufstieg der Drachen – Bethany Brown als Euphrasia
- 2024: How I met your Father – Meghan Trainor … als Ramona
- 2024: Dandadan … als Momo Ayase (Netflix)